# Departamento de Bomberos de Los Ángeles

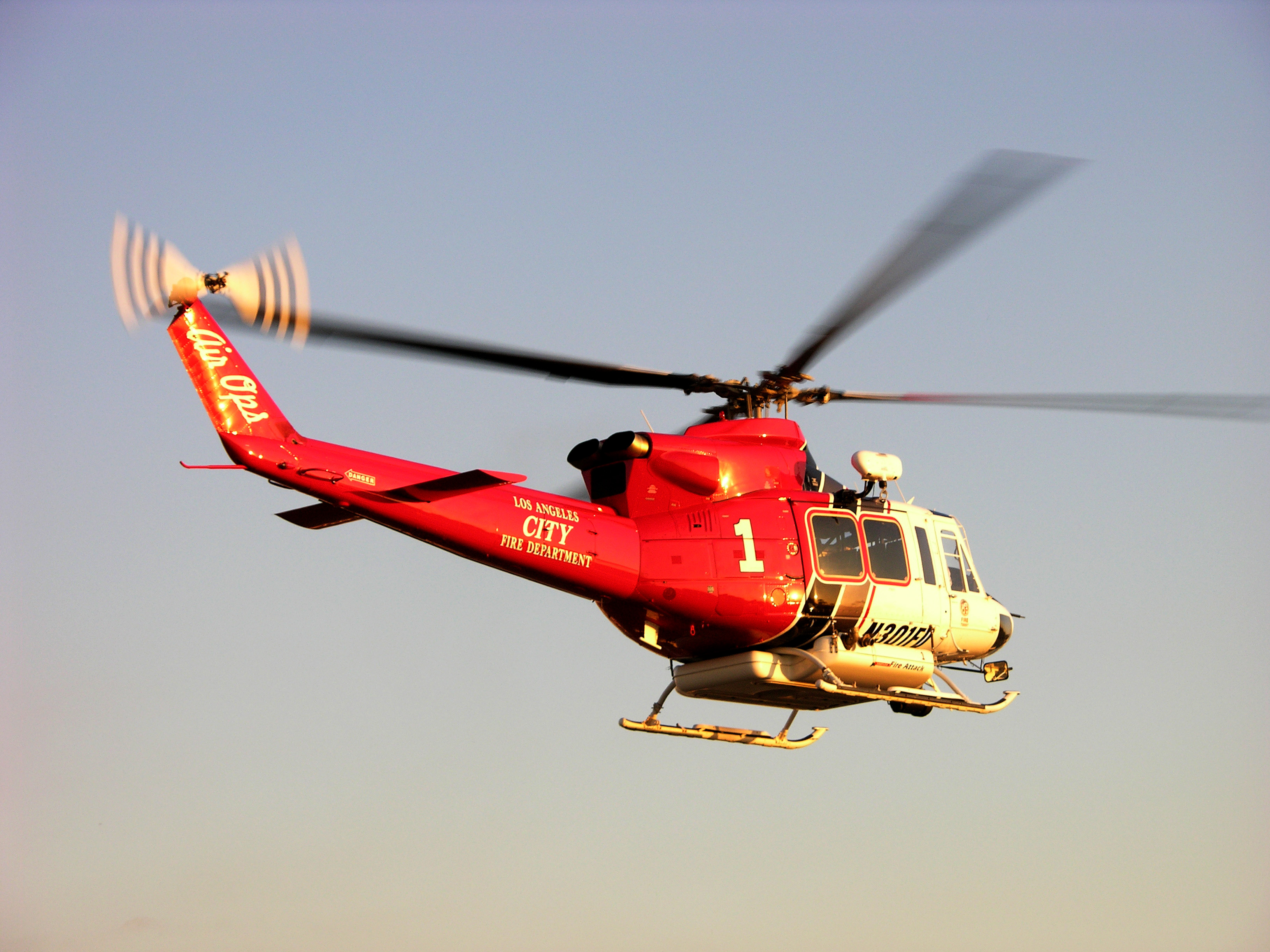
LA Fire Bell 412

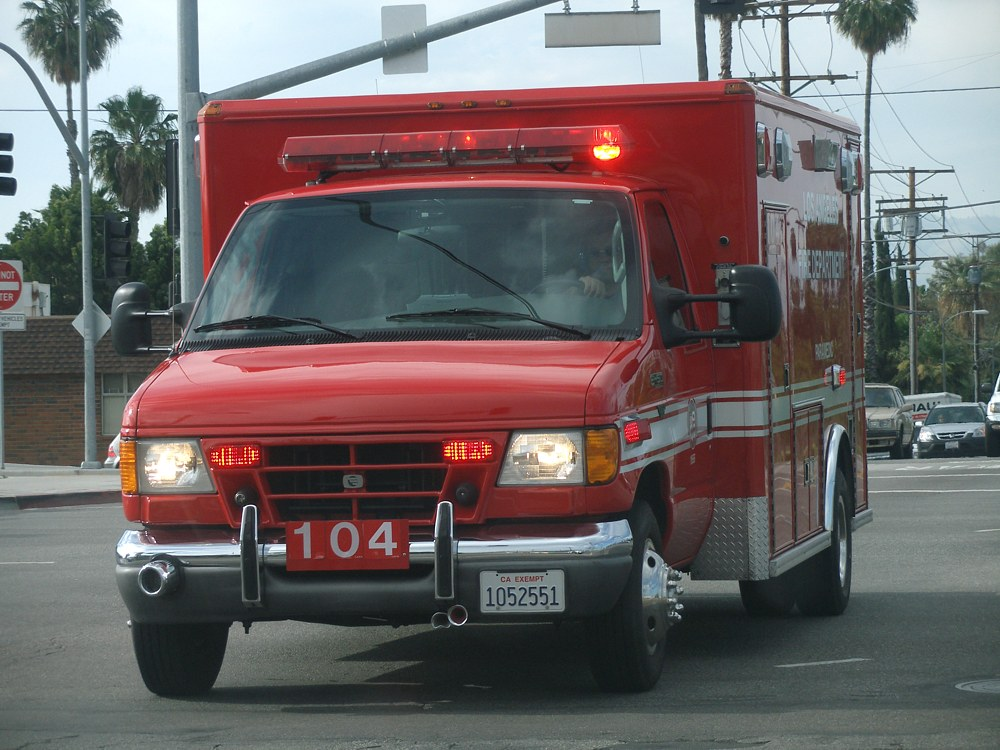
Ambulancia de rescate 104

El Departamento de bomberos de Los Ángeles (en inglés: Los Angeles Fire Department, abreviado LAFD) es la agencia que provee protección contra incendios y servicios de emergencia para la ciudad de Los Ángeles.
Brinda servicios médicos de emergencia, determinación de la causa del incendio, prevención de incendios, extinción de incendios, mitigación de materiales peligrosos y servicios de rescate a la ciudad de Los Ángeles, California. El LAFD es responsable de aproximadamente 4 millones de personas que viven en la jurisdicción de 471 millas cuadradas (1,220 km²) de la agencia. El Departamento de Bomberos de Los Ángeles fue fundado en 1886 y es uno de los departamentos de bomberos municipales más grandes de los Estados Unidos, después del Departamento de Bomberos de la Ciudad de Nueva York y el Departamento de Bomberos de Chicago. El departamento puede ser denominado extraoficialmente como el Departamento de Bomberos de la Ciudad de Los Ángeles o "LA City Fire" para distinguirlo del Departamento de Bomberos del Condado de Los Ángeles que sirve al condado y cuyo nombre puede confundir directamente a las personas, ya que el asiento del condado es la ciudad. Otra posible razón es que la ciudad y el condado no incorporado a menudo se limitan entre sí y, por lo tanto, los dos parecen estar sirviendo a la misma área. El departamento está actualmente bajo el mando del jefe Ralph Terrazas.

## Historia

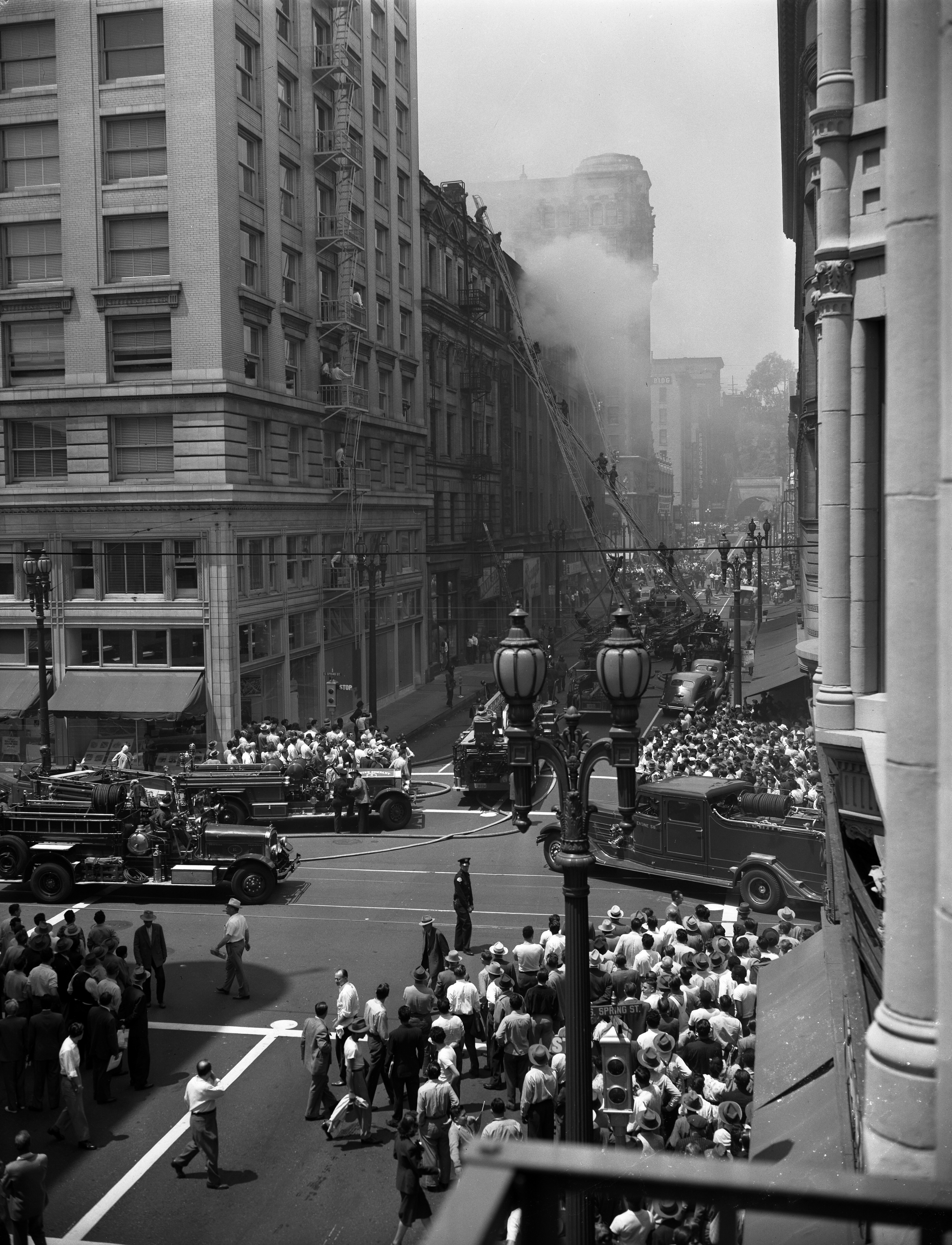
Incendio en el Edificio Bradbury, Centro de LA, 1947

LAFD tiene sus orígenes desde 1871. En septiembre de ese año, George M. Fall, el Secretario del Condado para el Condado de Los Ángeles organizó la Engine Company No. 1. Fue un bombero voluntario del cuerpo de bomberos Amoskeag. En la primavera de 1874, la empresa contra incendios le pidió al Ayuntamiento del Condado de Los Ángeles comprar caballos para poder halar los camiones. Sin embargo el Ayuntamiento rehusó hacerlo, por lo que la compañía desapareció.
La mayoría de los miembros de Engine Company No. 1 formaron otra empresa llamada Thirty-Eights-No.1 En mayo dey 1875, Engine Co. No. 2 cambió de nombre a Confidence Engine Company.
Otra tercera empresa fue fundada, sin embargo todas estas empresas permanecieron en servicio hasta el 1 de febrero de 1886, cuando el actual departamento de bomberos empezó a operar.
Cuando el Departamento de bomberos de Los Ángeles se formó en 1886, tenía 4 estaciones de bomberos, dos camiones de bomberos de vapor, dos rollos de manguera, la manguera de una camioneta, un camión con una escalera de 65 pies, 31 bomberos pagados, 24 bomberos de reserva y 11 caballos para proteger 30 millas cuadradas (77 km ²) y una población de 50.000 personas.
Hoy en día, LAFD tiene un personal de más de 3.600 uniformados operando en 106 puestos de bomberos que ofrecen servicio de prevención de incendios, bomberos, emergencia médica, rescate técnico, mitigación de daños producidos por materiales peligrosos, respuesta a desastres, servicio de educación pública a la comunidad en una población de más de 4 millones de personas que viven en las 471 millas cuadradas (1220 km²) de la jurisdicción.

## En la cultura popular
El LAFD ha aparecido en muchos programas de televisión y películas. A veces, el equipo LAFD o LAFD solo se ve en el fondo
- Firehouse (1974), protagonizada por James Drury.[5]
- Code Red (1981–1982), protagonizada por Lorne Greene.
- LAPD: Life on the Beat (1995-2000).
- Rescate 77 (1999).
- Grand Theft Auto: San Andreas (2004), aparece como el Departamento de Bomberos de San Andreas
- Cuarentena (2008).
- Grand Theft Auto V (2013), aparece como el Departamento de Bomberos de Los Santos
- San Andreas (2015).
- 9-1-1 (2018-presente).
- The Rookie (2018–presente).